# آنتونیو خیمنس-ریکو
آنتونیو خیمِـنِـس-ریکو (اسپانیایی: Antonio Giménez-Rico‎؛ (زادهٔ ۲۰ نوامبر ۱۹۳۸ – درگذشتهٔ ۱۲ فوریهٔ ۲۰۲۱) کارگردان فیلم و فیلم‌نامه‌نویس اهل اسپانیا بود.